# Rise of Industry
Rise of Industry — видеоигра, бизнес-симулятор, разработанный испанской инди-компанией Dapper Penguin Studios и изданный Kasedo Games. В игре игроки создают и управляют своей промышленной империей, достигая её роста и расширения.
Игра была выпущена в раннем доступе 9 февраля 2018 прежде всего через Steam и GOG.com.

## Игровой процесс
В игре Rise of Industry игроки начинают играть с определённой денежной суммой на некоторой карте, на карте нужно строить здания для производства продукции, которую потом нужно продать. На карте есть несколько городов, которые будут покупать вашу продукцию. Ваша цель как игрока создать промышленную империю, поставляя этим городам необходимую продукцию.
Сейчас есть два основных режима игры, карьера и песочница. В режиме карьеры игрок должен выбрать специализацию, с которой он начнёт развивать свою империю. Существует четыре специальности по выбору: сбор, земледелие, промышленность и логистика. Пока все остаются открытыми для пользователя, выбранная специализация предоставит больше точек исследований и разработок, которые используются для обновления в технологическом дереве. В режиме песочницы доступны все разблокировки и игрок может строить сооружения без исследований и финансовых ограничений.
Игра проводится на карте, разбитой на регионы, каждый из которых требует от игрока приобрести разрешение, чтобы строить что-нибудь в пределах этого региона. Есть два типа разрешений; полное разрешение на строительство, позволяющее строить что-либо в пределах этого региона, и логистическое разрешение, которое позволит размещать элементы сети, такие как железнодорожные пути и дороги, но не здания. Затем игрок может начать размещать здания, такие как фабрики, фермы, сборщики и т.д., а затем продавать продукцию городам и деревням нуждающимся в них. Цена, уплаченная за вашу продукцию, устанавливается глобальной системой спроса и предложения. Чем больше доступного товара, тем меньше денег вы получите, однако города будут платить премию за товары, которых не так много. Города полагаются на игрока, чтобы получить Вашу продукцию. Они будут пытаться либо сами производить необходимый ресурс, либо пытаться торговать с соседними городами.
Торговые пути играют большую роль в игре как средство перемещения вашей продукции от точки А к точке Б. Игрок может создать торговый путь для различных видов транспорта, включая грузовики, катера, поезда и цеппелины, при этом каждый вид транспорта имеет преимущество над другим в зависимости от расстояния и ёмкости, необходимой для каждого маршрута.